# Калиновка (Кегичёвский район)
Калиновка (укр. Калинівка) — село,
Красненский сельский совет,
Кегичёвский район,
Харьковская область, Украина.
Код КОАТУУ — 6323181303. Население по переписи 2001 года составляет 503 (249/254 м/ж) человека.

## Географическое положение
Село Калиновка находится на реке ?, правый приток реки Богатая, выше по течению примыкает к пгт Кегичёвка, ниже по течению на расстоянии в 4 км расположено село Карабущино.
На реке несколько запруд.

## История
- 1920 — дата основания.

## Экономика
- Свино-товарная ферма и машинно-тракторные мастерские.

## Объекты социальной сферы
- Клуб.
- Библиотека.